# Коцано (Корзика)
Коцано (фр. Cozzano) је насељено место у Француској у региону Корзика, у департману Јужна Корзика.
По подацима из 2011. године у општини је живело 277 становника, а густина насељености је износила 10,82 становника/km².

## Демографија
| 1962. | 1968. | 1975. | 1982. | 1990. | 2011. |
| ----- | ----- | ----- | ----- | ----- | ----- |
| 467   | 476   | 414   | 319   | 283   | 277   |